# Dorado (Puerto Rico)
Dorado és un municipi de Puerto Rico situat a la costa nord de l'illa, també conegut amb els noms de Ciudad Ejemplar, Donde La Vida Es Bella, Paraiso de Puerto Rico i La Ciudad Más Limpia de Puerto Rico. Limita al nord amb l'oceà atlàntic; al sud amb Toa Alta; a l'est amb Toa Baja i a l'oest amb Vega Alta.
El municipi està dividit en 6 barris: Dorado Pueblo, Espinosa, Higuillar, Maguayo, Mameyal i Río Lajas. L'any 1842 el governador de Puerto Rico Santiago Méndez de Vigo autoritzà la seva fundació.